# Zalew Przeczycko-Siewierski
Zbiornik Przeczyce – utworzony w 1963 r. zbiornik zaporowy na Czarnej Przemszy w miejscu jej przełomu przez Próg Środkowotriasowy w okolicach Przeczyc (województwo śląskie, powiat będziński, gmina Mierzęcice). Zbiornik Przeczyce położony jest pod względem fizycznogeograficznym w obrębie Garbu Tarnogórskiego na Wyżynie Śląskiej, a według kryteriów administracyjnych na terenie dwóch gmin – wschodnia część jest zaliczana do Siewierza, natomiast zachodnia wchodzi w skład gminy Mierzęcice.
W obrębie zatopionego dna doliny Czarnej Przemszy oraz okolicy zbiornika znajdują się pozostałości umocnień polowych pochodzących z lat 30. XX w. oraz z okresu II wojny światowej. Są to głównie elementy Obszaru Warownego „Śląsk”.

## Parametry morfometryczne
Podstawowe parametry zbiornika Przeczyce przedstawiają się następująco:
- minimalny poziom piętrzenia – 282,60 m n.p.m.
- normalny poziom piętrzenia – 289,25 m n.p.m.
- maksymalny poziom piętrzenia – 290,00 m n.p.m.
- powierzchnia zbiornika (przy maksymalnym poziomie piętrzenia) – 5,1 km²
- długość zbiornika - 4,2 km
- szerokość maksymalna zbiornika - 1,5 km
- średnia szerokość	 - 1,12 km
- wskaźnik wydłużenia - 3,75
- długość linii brzegowej - 13,8 km
- uwyspienie - 0,6%
- pojemność martwa zbiornika – 1,24 mln m³
- pojemność użytkowa zbiornika (przy maksymalnym poziomie piętrzenia)-16,55 mln m³
- pojemność powodziowa stała – 2,95 mln m³
- pojemność całkowita (przy maksymalnym poziomie piętrzenia) – 20,74 mln m³
- głębokość maksymalna (przy maksymalnym poziomie piętrzenia) – 9,1 m
- głębokość średnia (przy maksymalnym poziomie piętrzenia) – 4,4 m
- wskaźnik odsłonięcia (otwartości) zbiornika - 107
- wskaźnik zwartości - 0,0441
- wskaźnik rozwinięcia objętości - 1,45
- wskaźnik kształtu misy zbiornika - 0,48

## Funkcje zbiornika
Zbiornik Przeczyce oprócz znaczenia przyrodniczego i krajobrazowego pełni zadania przeciwpowodziowe oraz turystyczno-rekreacyjne (miejsce rekreacji dla mieszkańców GOPu). Akwen jest wykorzystywany do uprawiania wędkarstwa, żeglarstwa. Przez zlokalizowane w zaporze czołowej ujęcie, pobierano wodę przerzucaną następnie do zlewni Brynicy (od połowy lat 90. XX w. przerzut wody nie ma miejsca mimo istnienia takiej możliwości). Zbiornik zapewnia również przepływ nienaruszalny i wymagany w Czarnej Przemszy poniżej zapory czołowej, co ma istotne znaczenie dla zaspokojenia potrzeb wodnych m.in. będzińskiej elektrociepłowni.